# Bossanova
Bossanova — третій студійний альбом американської групи Pixies, який вийшов 13 серпня 1990 року.

## Композиції
1. Cecilia Ann — 2:05
2. Rock Music — 1:52
3. Velouria — 3:40
4. Allison — 1:17
5. Is She Weird — 3:01
6. Ana — 2:09
7. All Over the World — 5:27
8. Dig for Fire — 3:02
9. Down to the Well — 2:29
10. The Happening — 4:19
11. Blown Away — 2:20
12. Hang Wire — 2:01
13. Stormy Weather — 3:26
14. Havalina — 2:33